# Cyanolyca quindiuna
Cyanolyca quindiuna, "quinidioskrika", är en fågelart i familjen kråkfåglar inom ordningen tättingar. Den betraktas oftast som underart till svartkragad skrika (Cyanolyca armillata), men urskiljs sedan 2016 som egen art av Birdlife International, IUCN och Handbook of Birds of the World.
Fågeln förekommer i Anderna i södra Colombia och norra Ecuador (östra Carchi och nordvästra Napo). Den kategoriseras av IUCN som livskraftig.